# Прапор Ломбардії
Прапор Ломбардії — один з офіційних символів регіону Ломбардія, Італія. Нинішній прапор був офіційно прийнятий 4 лютого 2019 року хоча де-факто він використовувався з 12 червня 1975 року.

## Символіка
Прапор являє собою зелене поле, що представляє долину По, з Камунською трояндою (символ регіону, отриманий з доісторичного малюнка, зробленого у стародавній Камуні) у білому кольорі в центрі, що символізує світло.

## Історія
Сучасна версія Камунська троянда була розроблена Бруно Мунарі, Бобом Нордою, Робертом Самбоне і Піно Товальєю 1975 року і стала регіональним символом 12 червня 1975 року. Після цього як тимчасовий прапор був використаний варіант Камунської троянди співвідношенням 2:3.
З 1990 року партія Ліга Півночі безуспішно намагалася встановити прапор Святого Амвросія (червоний хрест на білому полі), який використовувався містом Мілан і Ломбардською лігою в середні віки.
У 2007 році дослідження, проведене в регіоні, прийшло до висновку, що найбільш популярним був прапор Міланського герцогства (так званого Дукале, складене з почетвертованих полів із гербом Бісьоне і німецьким орлом), але ця пропозиція ніколи не обговорювалася.
Ідея поєднати Камунську троянду з Хрестом Святого Амвросія вперше з’явилася 2011 року: шість етюдів опубліковано та опитано в щоденній газеті Корр'єре делла Сера без продовження. Нову пропозицію обговорювали у 2015 році, але її також відхилили.
Тимчасовий прапор був остаточно прийнятий одноголосним голосуванням обласної ради 29 січня 2019 року, а офіційним він став 4 лютого 2019 року.

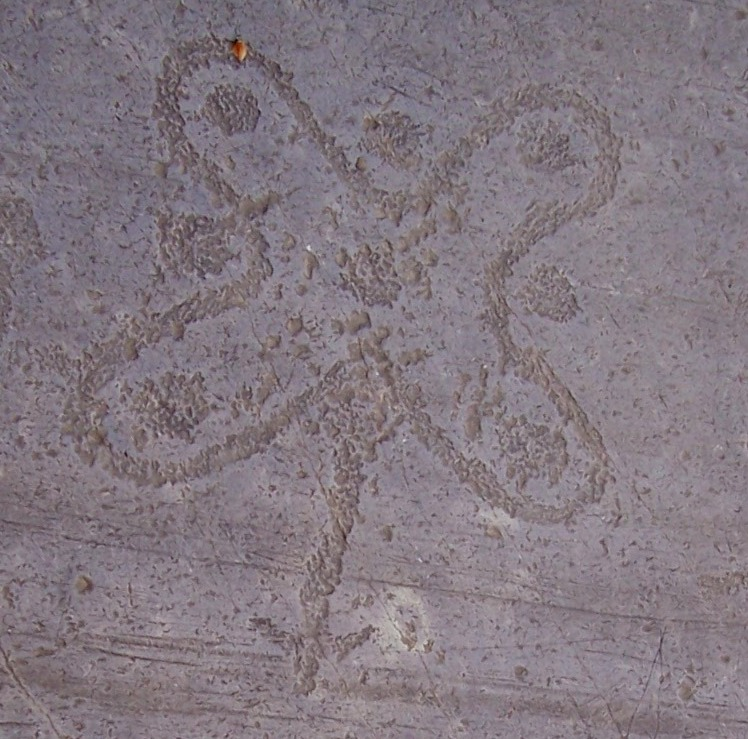
Одна з кількох доісторичних гравюр у Валькамоніці.
Геометрична конструкція сучасної версії 1975 року
Герб Ломбардії
Прапор святого Амвросія, запропонований кілька разів
Прапор Міланського герцогства, запропонований у 2007 році
Пропозиція 2015 року

## Історичні прапори

### Королівство лангобардів
Оскільки сучасна геральдика не розвинулась до високого середньовіччя, офіційного прапора чи герба королівство Лангобардів не мало. Згідно з традицією, королівськими відзнаками, якими користувалися лангобардські королі, була Залізна корона; тим не менш, існують також інші корони, що приписуються конкретним лангобардським государем: корона Теоделінди та корона Агілульфа.

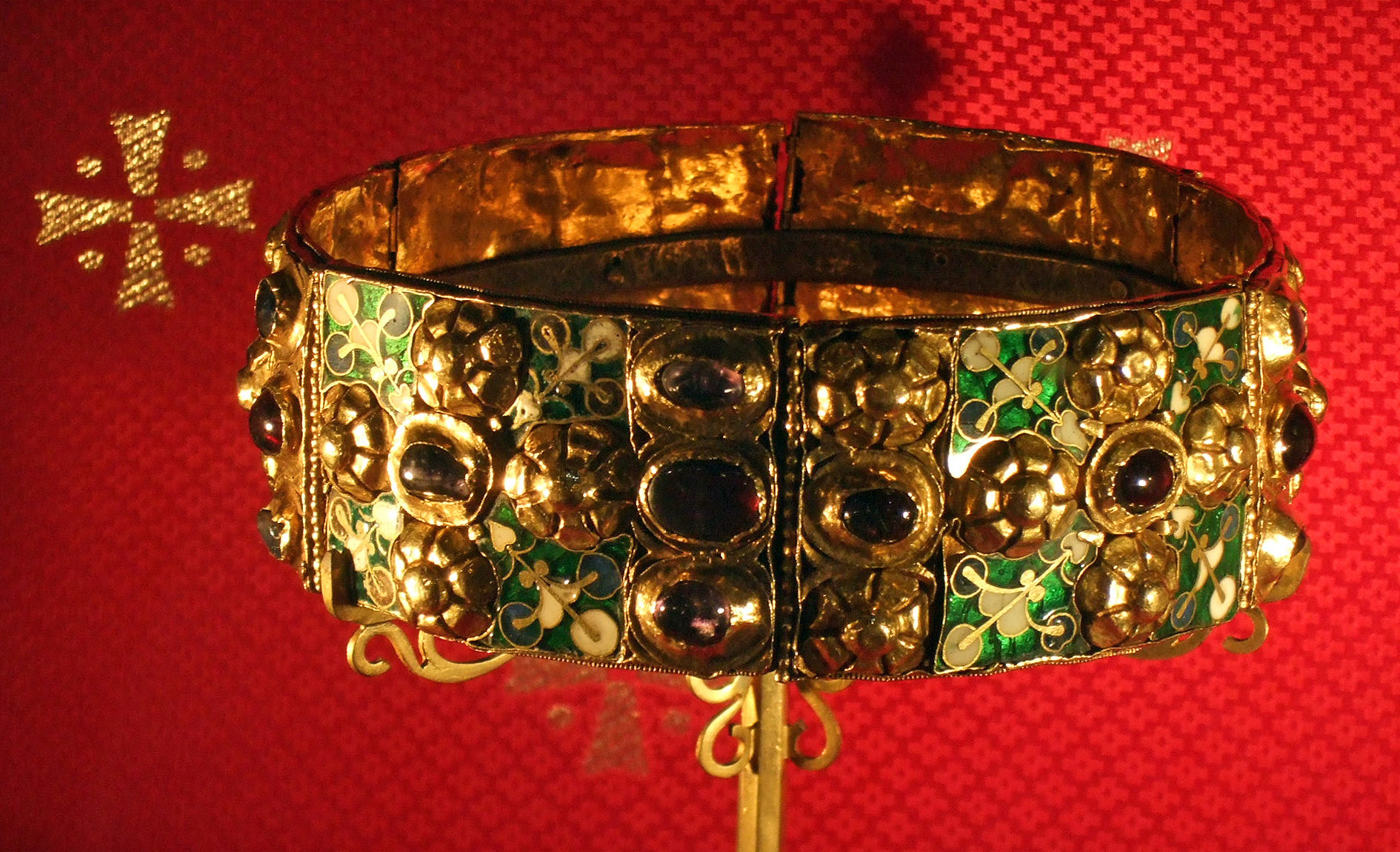
Залізна корона Ломбардії
Геральдичне зображення Залізної корони
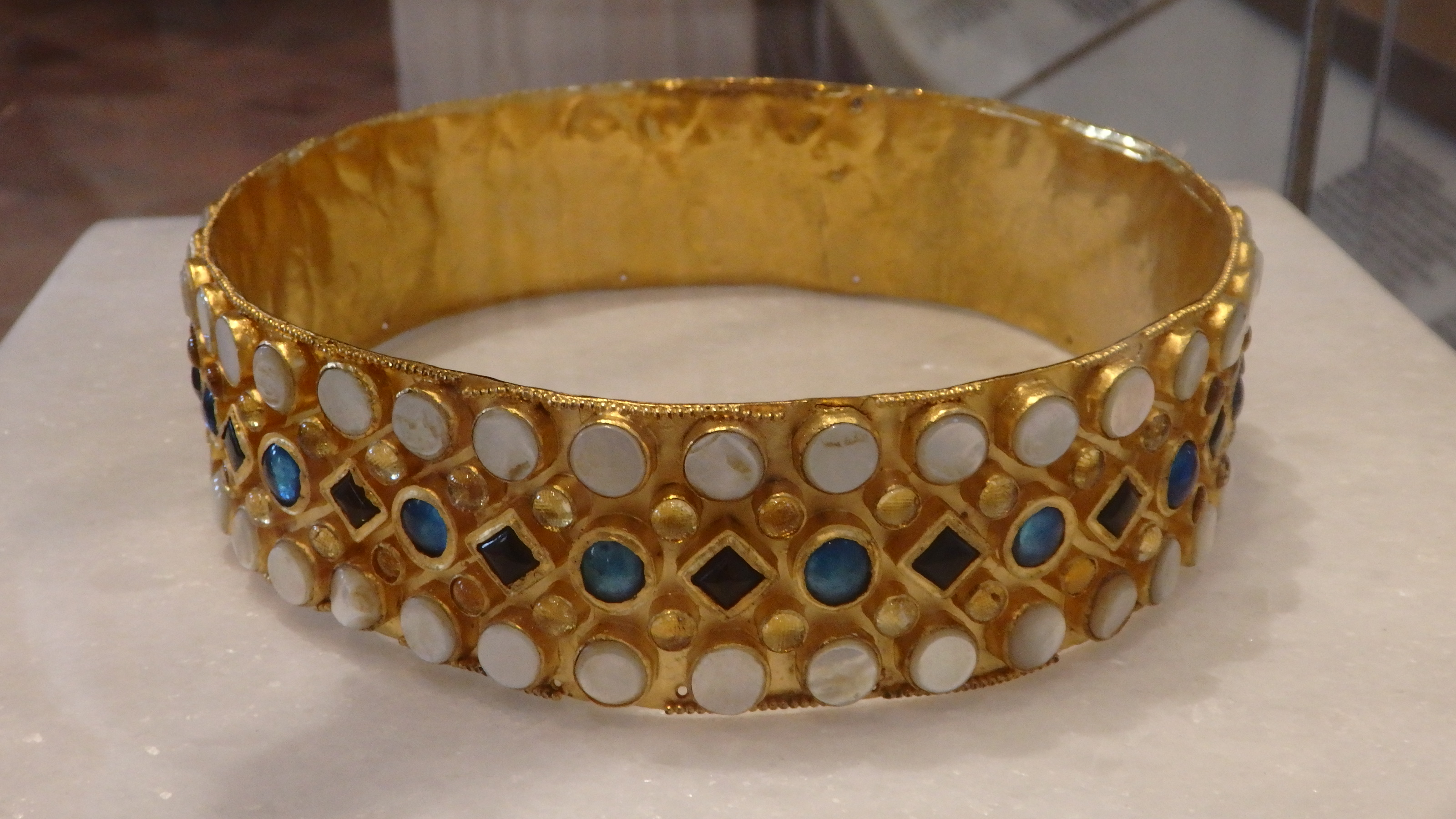
Корона Теоделінди
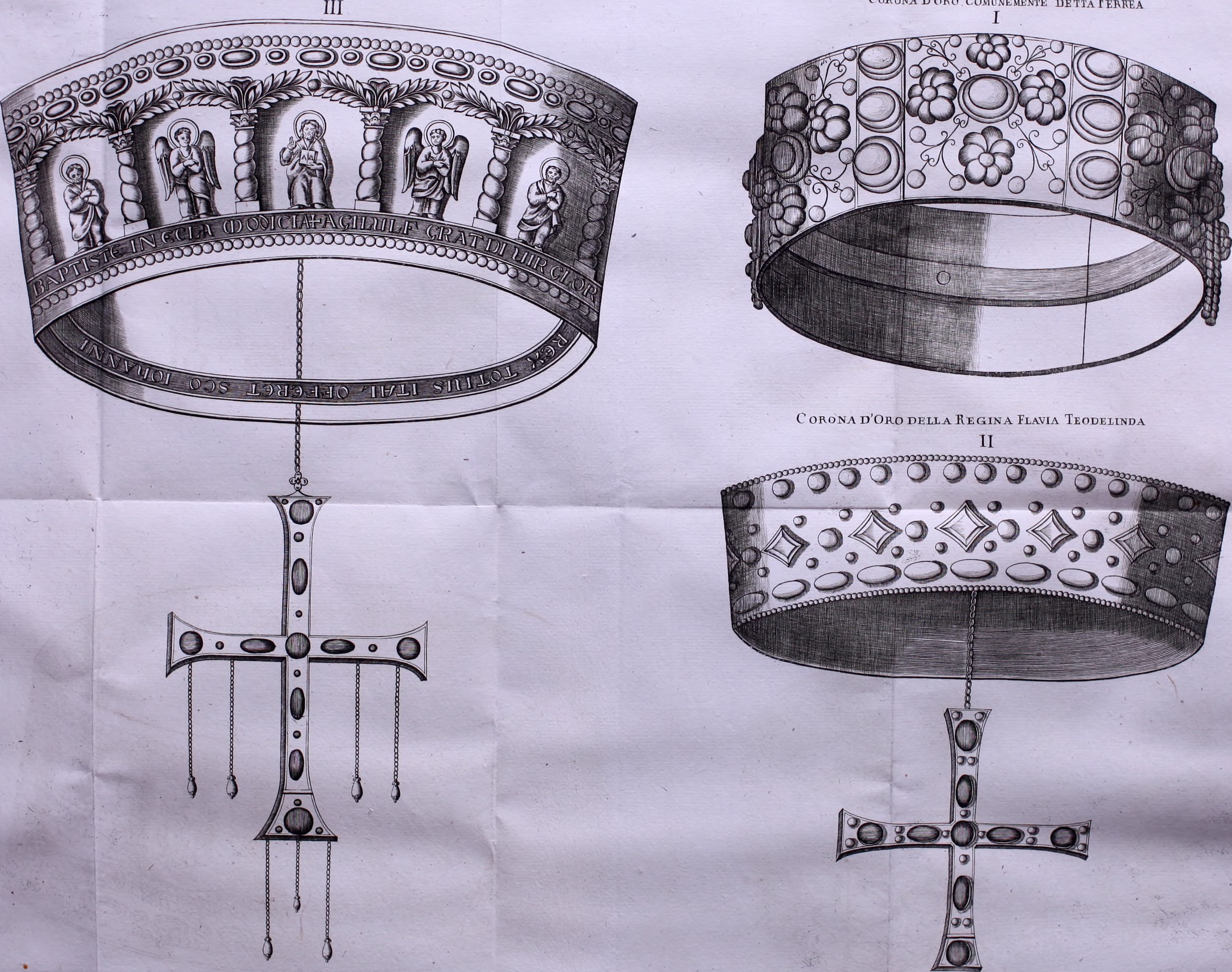
Зображення корони Агілульфа (ліворуч)

### Ломбардська ліга
Коли була створена Ломбардська ліга (1167 р.) для захисту муніципальних свобод проти Барбароси, комуни підняли на білому полі прапор із червоним хрестом, який водночас був прапором Мілана (знищеного імператором у 1162 р.), і протилежність прапору лоялістських міст (білий хрест у червоному полі, похідний від військового прапора Священної Римської імперії). Цей прапор носили на кароччо під час битви при Леньяно.

Перший задокументований прапор Мілана
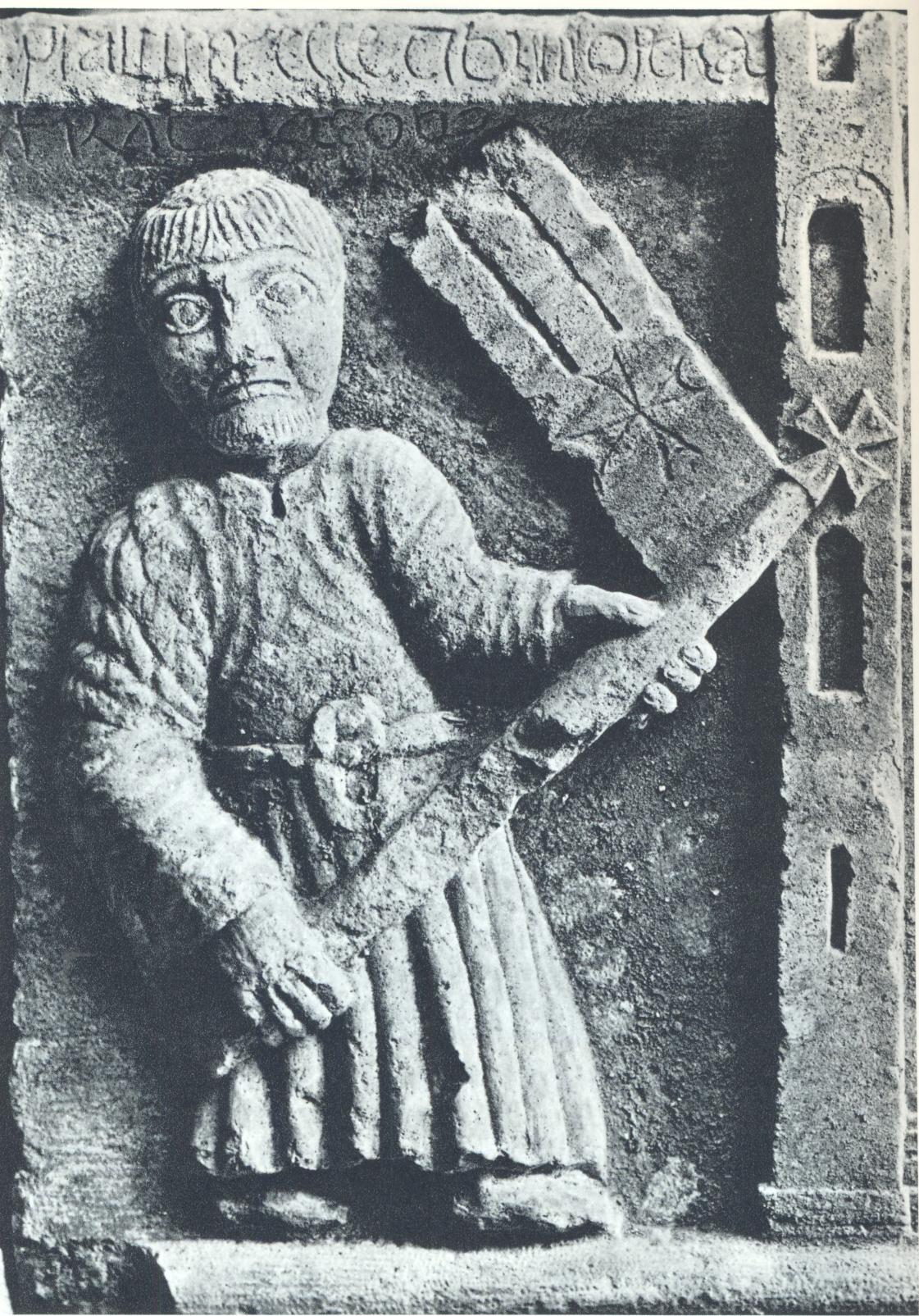
Прапороносець Мілана, деталь з барельєфів Порта Романа
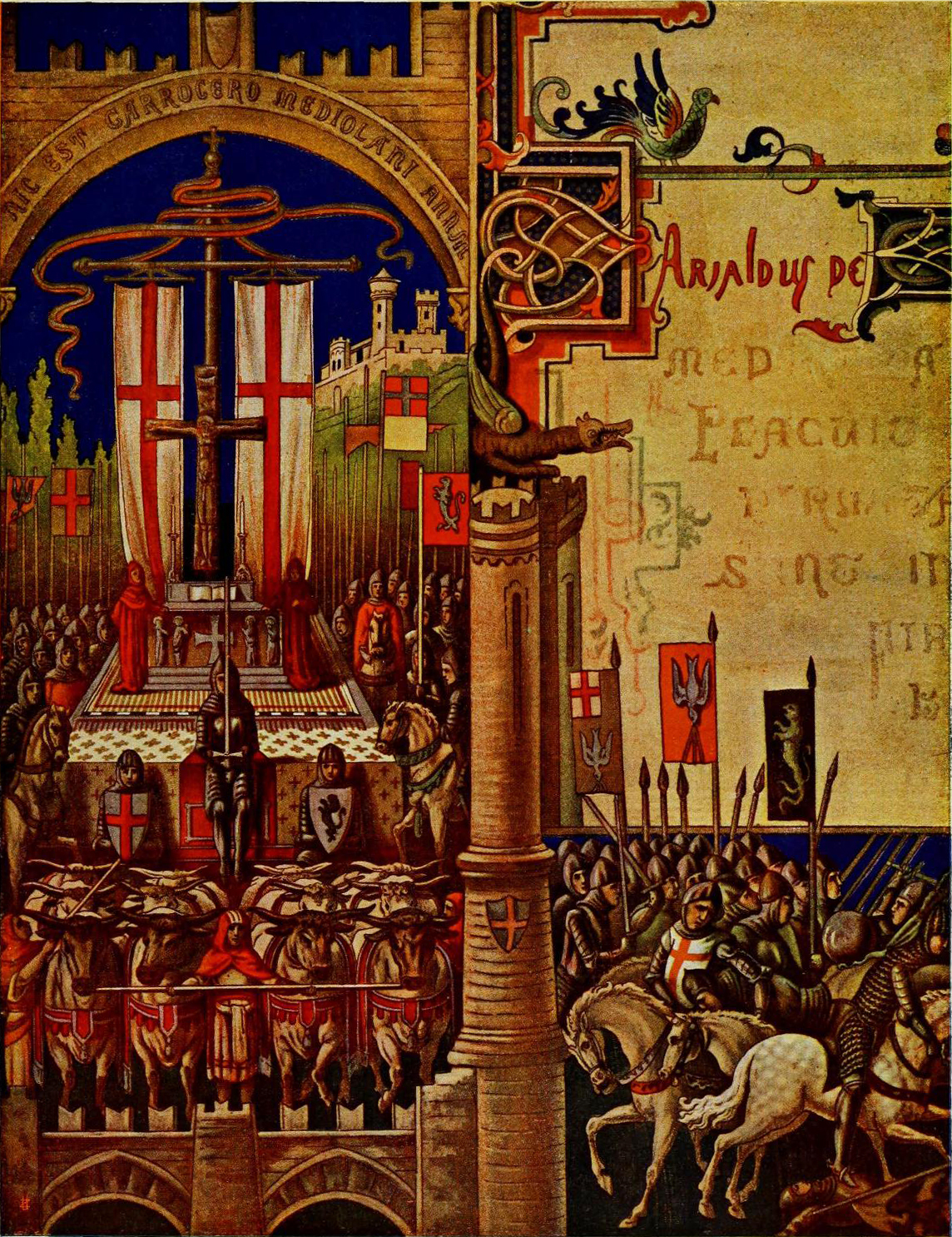
Карроччо, зображений на стародавній мініатюрі

### Лордство і герцогство Мілан
У другій половині ХІІІ століття Ломбардська ліга втратила свою актуальність, і почалася епоха Синьорії. Мілан повільно взяв під свій контроль більшість інших міст, утворивши в 1395 році Міланське герцогство з Джаном Галеаццо Вісконті. У своєму розквіті вона контролювала більшу частину сьогоднішньої Північної Італії (яку в той час називали просто Ломбардією).Місто продовжувало використовувати червоний хрест (званий Хрестом Святого Амвросія, що отримав назву від святого покровителя Мілана), той час як лорд, а потім герцог використовували символ дому Вісконті, Бісьоне (Бісса в Ломбардії). Проста версія залишалася використаною як військовий прапор але імператорський орел був приєднаний (четвертуванням) до державного прапора, коли імператор визнав правління сім’ї Вісконті, спочатку як імперських намісників (1329), пізніше як герцогів. Виняток було зроблено між 1395 і 1402 роками, коли орел був замінений на французьку лілею, через шлюб герцога з Ізабеллою Французькою. Наприкінці династії Вісконті герцогство на короткий період стало республікою, використовуючи міський прапор із зображенням святого Амвросія. Сім'я Сфорца відновила прапор Вісконті, який також зберігся під час іноземного панування (але під час французького панування була ненадовго відновлена версія з лілеєю), до кінця австрійського герцогства, викликаного наполеонівським пануванням Війни(1796).

Прапор міста Мілана
Прапор Міланського герцогства (1329–1395; 1402–1499)
Прапор Міланського герцогства (1395-1402)
Прапор Амброзіанської республіки
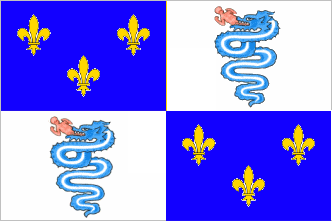
Прапор французького герцогства Мілан

### Наполеонівська епоха
Під час походу на Італію Наполеон завоював Міланське герцогство і замінив його Транспаданською республікою. Її прапор був запозичений з дизайну французького прапора з використанням червоного і білого кольору від Хреста Святого Амвросія і зеленого з уніформи міланської громадянської гвардії, створивши триколор. Пізніше Наполеон додав нещодавно завойовані території, утворивши Цизальпійську республіку, а потім Республіку та Італійське королівство.

Прапор Цизальпійської Республіки

### Королівство Ломбардія-Венеція
Після Віденського конгресу території Міланського герцогства і Венеціанської республіки були об’єднані в Королівство Ломбардія-Венеція. Його герб був створений через почетвертоване поєднання Бісьоне (Ломбардія) і Лева Святого Марка (Венеція) під Залізною короною Ломбардії, накладеної на двоголового орла Австрійської імперії. На прапорі віце-короля в жовтому полі зображений герб.

Прапор віце-короля Ломбардії-Венеції

### Королівство Італія
У Королівстві Італія регіони були лише статистичними відділами. Тим не менш, у 1910 р. було внесено пропозицію надати їм герб: для Ломбардії був обраний Бісьоне, знову запропонований у 1927 р. без продовження.